# 黃石城
黃石城（1935年8月27日—2022年5月6日），臺灣彰化縣大村鄉人。為前彰化縣縣長、行政院政务委员、總統府國策顧問、中央選舉委員會主委（1994年7月30日－1995年6月16日兼任，1999年12月17日－2000年5月20日兼任，2000年5月20日－2004年6月16日專任）、財團法人台灣傳統基金會董事長、IAE國際學士院院士、環宇國際文化教育基金會董事長、健保免費連線諮議。2022年5月6日於臺大醫院逝世，享壽87歲。

## 早年生平
黃石城原為律師，1972年第七屆彰化縣長選舉時返鄉以無黨籍身分參選彰化縣長。最後敗給獲國民黨提名的吳榮興。
落選後，黃石城仍對彰化政局保持高度關心，並經常利用時間返鄉拜訪，保持與鄉親連絡。同時出任臺北彰化同鄉會會長、也介入各大規模社團活動。
1980年增額立委選舉中，黃石城力挺黨外的許榮淑，選後創辦《深根》雜誌批判國民黨當局，也與黨外人士接近。:315

## 第九屆彰化縣長選舉
1981年第九屆彰化縣長選舉，當時國民黨黨內出現高達11人爭取縣長提名，結果黨中央捨棄傳統的地方派系，意外提名了與副總統謝東閔、立委謝生富有地緣關係的省社會處秘書長陳伯村。由於地方上流傳陳伯村是受到謝東閔力推才獲得提名，因此地方派系將怨懟的對象指向謝東閔。由於謝東閔曾在郵包炸彈案中被炸斷一臂而裝上義肢，因此被不滿的人士以「怪手」稱之，揚言陳伯村的提名是「怪手」作怪，因此要給「怪手」好看。而彰化當地以往偏向國民黨的地方派系的反彈，也給了黨外勢力機會。
當時彰化地方派系對國民黨中央反彈，卻又不敢站出來跟國民黨中央翻臉。因此非國民黨人士的參選行情升高。:314在黨外勢力方面，則有黃石城表態參選，同時遇上傳統黨外勢力的黃順興。黃順興為知名黨外人士；黃石城則因地方關係橫跨黨內外，遭到傳統黨外人士批評他為「假黨外」，不過康寧祥認為黃石城在1980年增額立委選舉中力挺許榮淑，又在選後創辦《深根》雜誌批判國民黨，與黨外人士也走親近。:315而黃順興雖為康寧祥老友，但在1980年增額立委選舉落敗，雖然原因跟賄選嚴重有關，但許榮淑吸走大量票源也是原因。:315最後在康寧祥協調下，雙方共同發表〈敬告彰化全體民眾書〉，黃順興禮讓黃石城參選。:315-316
黃石城在攻勢上除了推出「風水輪流轉，今年看黨外」的文宣外，也推出了「沉二村、浮一城」的耳語（「二村」指陳柏村及競選省議員的洪木村，當時傳聞洪木村係謝東閔義子，因此希望兩人同時落選）。最後黃石城擊敗陳伯村當選縣長，從此國民黨在彰化失去十二年的執政權。而黃石城並維持承諾不加入政黨。

## 彰化縣長任內與第十屆彰化縣長選舉
黃石城就任縣長後，雖仍維持無黨籍身分。但採取與國民黨親近的路線。
1985年第十屆彰化縣長選舉，黃石城競選連任。黃石城出任縣長後，國民黨當局一度亟思「收復」之道，因此派出曾爭取南投縣長提名、但以些微之差敗給吳敦義的賴吉容出任彰化縣黨部主委，賴吉容出任地方黨部主委，雖然看似「下放」，被視為是當時省黨部主委宋時選的長遠計畫：一方面磨練賴的經歷；另一方面準備重整組織陣容，四年後「收復」失土。唯賴吉容上任不及一年，即於1983年6月在大雨天中由豐原住家開車下高速公路烏日交流道時，誤闖對面車道而與來車對撞身亡。痛失「愛將」的國民黨，對黃石城也從競爭轉為「懷柔」政策。
當時被視為主導對黃石城「懷柔」政策的是臺灣省主席李登輝與省黨部主委宋時選，居中聯絡者則是報備競選而當選的省議員洪性榮。李登輝甚為欣賞黃石城的踏實苦幹作風，所以在施政上，省政府對彰化縣相當配合。黃石城在縣政上以公務為重，也呈現與國民黨親近的路線。國民黨當局未將其視為強硬的黨外悍將，認為他是「溫和派」社會人士。因此國民黨一度欲循「蘇南成模式」將黃石城納入其陣容，然而此「城」非彼「成」，黃石城不為所動。國民黨在橫送秋波未獲接受下，態度轉向強硬。尤其當鷹派的關中出任省黨部主委後，展現堅持非提名人選把黃石城拉下不可。國民黨首先看中財大氣粗的「白派」首腦、現任省議員柯明謀，柯明謀也積極準備；然而另方面「紅派」的現任省議員施金協也互不相讓，與柯明謀產生相爭。其餘國民黨黨籍省議員見態勢陷入僵局，紛紛表態爭取縣長提名，如洪性榮、王顯明、施松輝等，出現所有男性省議員爭取縣長提名的混亂局面。
在柯明謀與施金協兩大派系相爭不下之時，原本最先被看好的柯明謀突然抽身而退，不但未參加縣長提名登記，連省議員登記也放棄；施金協雖登記縣長提名，也參加基層反映評鑑，但在最後關頭也告放棄，到日本「閒散」。隨後屬於「紅派」但派系色彩較淡的洪性榮一度行情看漲，洪性榮也被視為與後來就任副總統的李登輝、以及省主席邱創煥關係密切，更有「白派」首腦柯明謀不排斥為他助選。唯最後在李登輝於黨中央的提倡下，傾向禮讓黃石城以換取圓滑的黨政關係、以及洪性榮挑戰黃石城財力堪虞，兩大派系裂痕待修補，可能導致影響洪性榮政治前途等考量下，決定寧可再等四年。最終在本屆選舉中，黃石城獲得國民黨禮讓，並未派出黨員競選。只有無黨籍的縣議員白瑞珍出馬與黃石城一決雌雄。最終黃石城以460,381票、88.94%得票率獲得壓倒性勝利。
黃石城對法稅改革有獨特見解，他說：「司法、稅法人員都一樣，最重要是品德問題，被金錢影響，沒有正義感、責任感，不會幫老百姓設想，不會解決問題。」黃石城指出這些問題不解決，政府要清廉，不可能。他認為從太極門案就看到「法官亂判、稅務人員亂搞就是良心問題。」

## 家庭
黃石城之妻陳照娥女士曾任國大代表、台灣省政府政務委員，現擔任世界和平婦女會台灣總會理事長。
黃石城長子黃偉峰專長領域是當代西洋政治理論、英美政府與政治、歐洲聯盟政治、選舉研究及政治社會學，為美國麻省理工學院碩士、英國牛津大學政治學博士。曾擔任國立台灣大學國家發展研究所兼任副教授、行政院大陸委員會副主委、駐美國台北經濟文化代表處副代表、中央研究院歐美研究所副研究員，現任駐瑞士臺北文化經濟代表團大使。
黃石城於2004年力挺女兒黃文玲參選彰化縣立法委員，黃文玲最後以14,896票落選。2011年10月11日，黃文玲獲台灣團結聯盟提名為2012年中華民國立法委員選舉全國不分區立委排名第二位並當選。
次子黃國峯在學術界，任教於國立政治大學企業管理學系特聘教授，兼任教育部教學實踐研究計劃商業與管理學門召集人，曾任國立政治大學主任秘書，國立政治大學商學院EMBA執行長。

## 著作
- 《權力無私》中文版(2007)，遠流出版社
- 《權力無私》日文版(2010)
- 《黃石城看台灣》(2010)，商周出版社
- 《黃石城語錄-人生座右銘》(2014) （页面存档备份，存于）[9]，財團法人台灣傳統基金會

## 褒揚令
2022年6月10日於彰化大村鄉祖厝舉行告別式，副總統賴清德親自到場致意，並代表總統蔡英文頒發褒揚令，由長子暨現任駐瑞士代表黃偉峰等家屬代表接受，前彰化縣長卓伯源、魏明谷、中央選舉委員會主任委員李進勇、彰化縣副縣長洪榮章、立委陳素月、黃秀芳等政要和士紳都到場，總統褒揚令全文為：

總統府前國策顧問、中央選舉委員會前主任委員黃石城，奇器素抱，沖簡穆清。少歲卒業東吳大學法律學系，旋登律師考試金榜，辯知閎達，詰難解紛。歷任彰化縣縣長、國是會議籌備委員、現中華文化總會副會長暨行政院政務委員等職，推行道德治縣運動，構築交通排水系統；調濟民間土地訴求，研擬災害防救方案，端本澄源，應權通變。尤於中選會主任委員任內，悉力省長民選事宜，協成北高市長選舉；潛心總統副總統選舉，完善首次政黨輪替；督策依法嚴辦選務，安度國內政治風暴，時異勢殊，秉公勁直；振裘持領，遠圖長慮。復榮膺中華民國足球協會理事長、財團法人臺灣傳統基金會董事長，宣弘家庭倫理綱常，標揚固有美德禮教；倡提體育文化交流，增益國際友我情誼，耿懷執志，迭著聲采。綜其生平，盡瘁地方多元基礎建設，殫精國家民主政治發展，計議紓籌，積功興業；遺緒遐軌，矩範聿昭。遽聞溘然殂殞，悼惜彌殷，應予明令褒揚，用示政府篤念賢彥之至意。

總　　　統　蔡英文　　　　

行政院院長　蘇貞昌　　　　

## 歷年講座
- 中正紀念堂2011.05.08-講題：『家庭倫理』[10]
- 中正紀念堂2011.05.21-講題：『如何弘揚倫理道德』[11]
- 彰化女中圖書館演講廳2011.10.16-『價值重建』[12]
- 彰化縣文化局2012.04.08-講題：『人類面臨的挑戰』[13]
- 臺北市立圖書館2013.03.13-講題：『論領導者的品格兼談我的從政理念』[14]
- 員林演藝廳小劇場2013.05.25-講題：『人類面臨的危機』[15]
- 國父紀念館演講廳2014.05.17-講題：『論領導者的品格』[16]
- 國父紀念館演講廳2015.10.31-講題：『如何保持生命的鮮度』[17]
- 彰化縣文化局2016.05.14-講題：『如何保持生命的鮮度』[18]

## 外部連結
- 財團法人台灣傳統基金會 （页面存档备份，存于）
- 財團法人台灣傳統基金會(thf)的Facebook專頁
- YouTube上的taiwanhf頻道

| 中華民國政府職務 | 中華民國政府職務                                                                    | 中華民國政府職務 |
| ---------------- | ----------------------------------------------------------------------------------- | ---------------- |
| 彰化縣政府       |                                                                                     |                  |
| 前任： 吳榮興    | 彰化縣縣長 第九、十屆 1981年12月20日－1989年12月20日                                | 繼任： 周清玉    |
| 行政院           |                                                                                     |                  |
| 前任： 吳伯雄    | 中央選舉委員會主任委員（首次） 第六任，政務委員兼任 1994年7月30日－1995年6月16日    | 繼任： 黃昆輝    |
| 前任： 黃主文    | 中央選舉委員會主任委員（再次） 第十一任，政務委員兼任 1999年12月17日－2004年6月16日 | 繼任： 張政雄    |